# Basilia Teresa Istúriz y Coca
Basilia Teresa de Jesús Istúriz y Coca (Badajoz, 14 de juny de 1830 - Madrid, 6 de setembre de 1874) va ser una soprano espanyola.
Va ser alumna del Reial Conservatori Superior de Música de Madrid, matriculada de solfeig (1844-1848) i de cant (1848-1850), sota el mestratge de Francesc Frontera, i d'abril a desembre de 1850 de Baltasar Saldoni. En aquest centre va cursar també classes d'italià, piano, declamació i harmonia i va prendre part en concerts i altres actuacions que s'hi feien.
Va cantar per primera vegada fora del conservatori al teatre del Circo de Madrid, a la sarsuela El estreno de un artista. Va actuar amb gran èxit en els principals teatres d'Itàlia, França, Rússia, Espanya i Portugal. Com a soprano lleugera va assolir un dels primers llocs en l'escena lírica de l'època, i la premsa sempre va elogiar les seves actuacions, tant en l'àmbit espanyol com a l'estranger.
Va estar casada amb Víctor Hernández, que la va sobreviure. Víctima d'una malaltia, va morir el 6 de setembre de 1874 a Madrid. La premsa va lamentar-ne la pèrdua.